# Koplamp

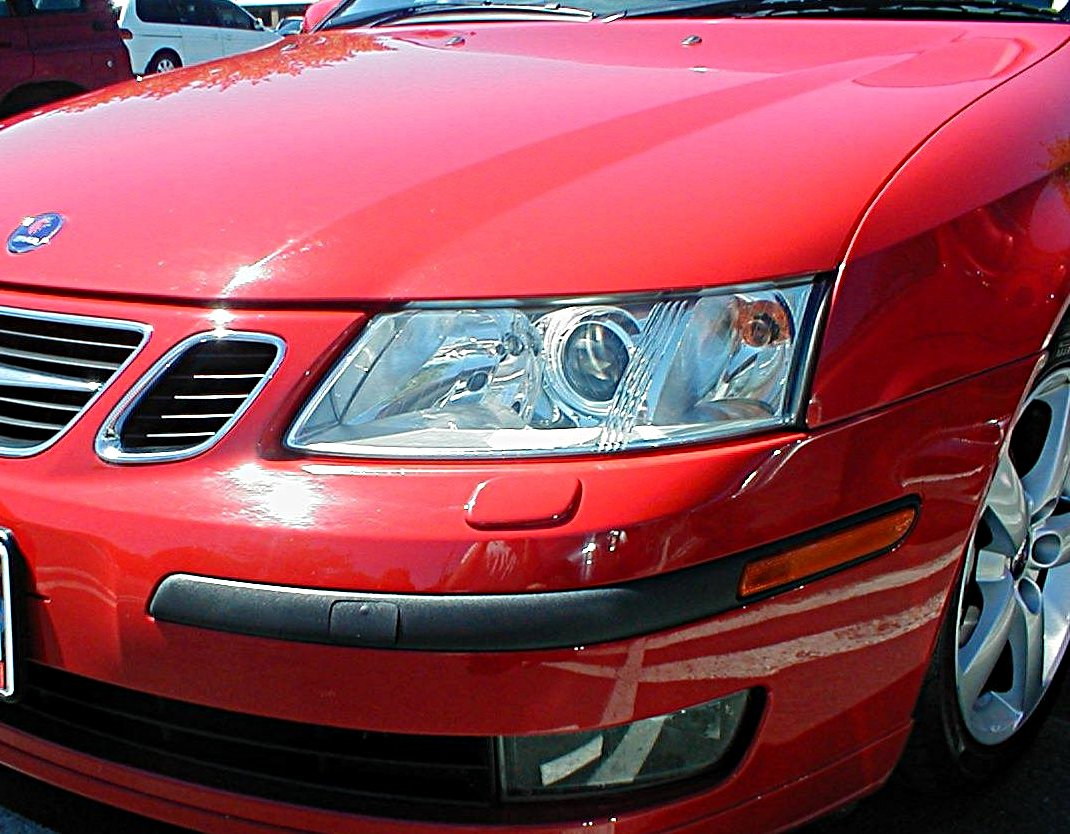
De koplamp van een Saab

Klapkoplampen van een Mazda

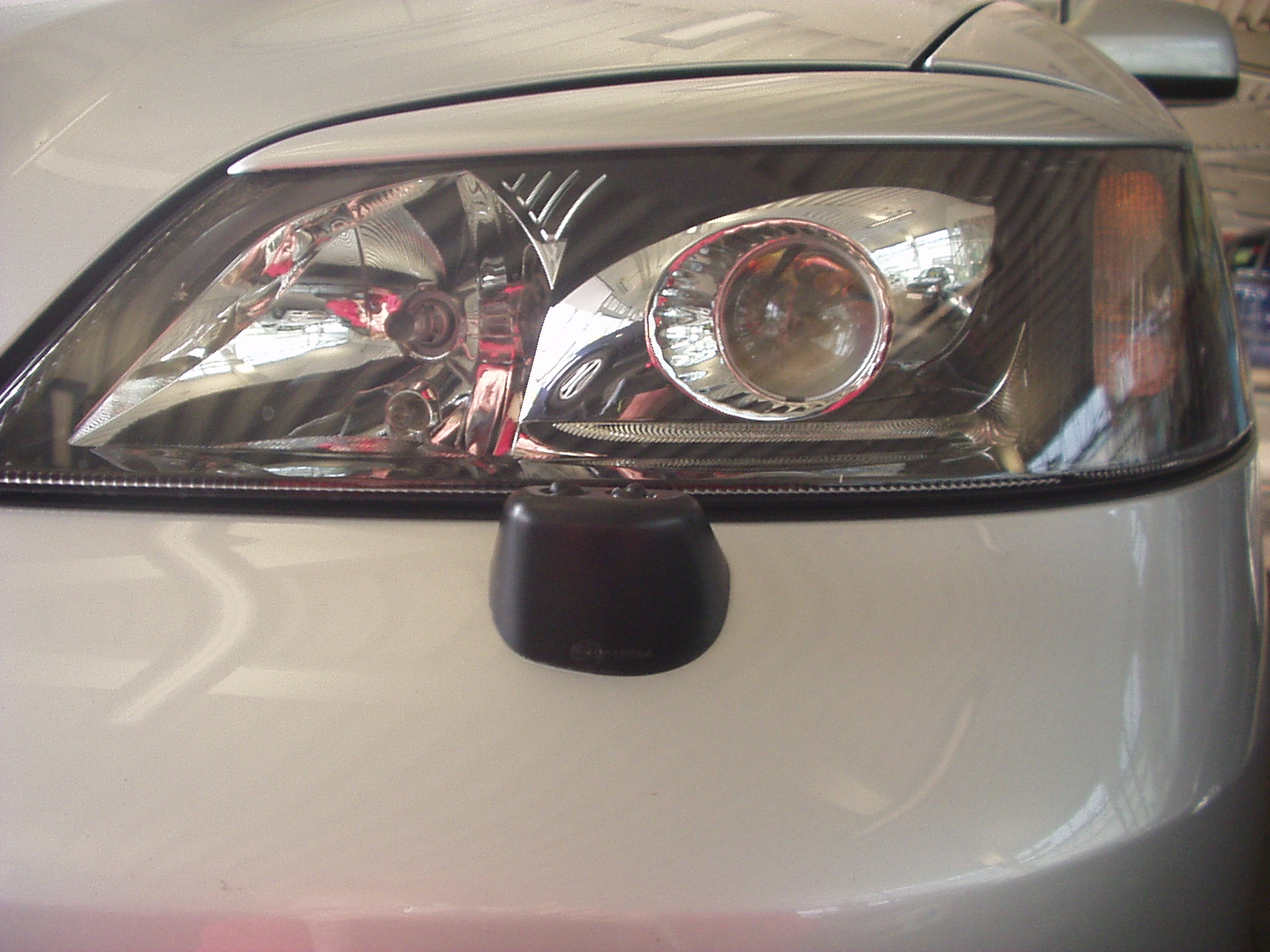
Multi-reflector (l.) en xenonlamp (r.)

Een koplamp is een lamp die aan de voorzijde in of op een voertuig is gemonteerd. Het licht van de lichtbron wordt door middel van een reflector tot een bundel gevormd die de weg voor het voertuig verlicht. Koplampen worden soms aan het zicht onttrokken door ze weg te klappen of te draaien, als ze niet branden, zogenaamde klapkoplampen of pop-up-koplampen. Bij moderne auto's zijn de koplampen soms voorzien van wissers en sproeiers.

## Werking
Een koplamp dient om ander verkeer te laten zien dat er een voertuig aan komt. Het voeren van verlichting overdag blijkt de verkeersveiligheid te bevorderen. Bij auto's spreekt men van dimlicht wanneer de bundel omlaag is gericht, zodat de tegenligger niet verblind wordt. Wanneer dit niet zo is, dan spreekt men van groot licht, wat vooral bedoeld is om zelf meer te zien.
Koplampen werken gebruikelijk op een dynamo, al dan niet in combinatie met een lithium-ion-accu, loodaccu of op batterijen. In de begintijd van auto en fiets werkte de lamp vaak op carbid of kerosine.

## Typen
Een koplamp geeft meestal wit licht, maar in Frankrijk hadden de meeste auto's lange tijd gele koplampen. Aan het begin van de 20e-eeuw hadden de meeste auto's carbidlampen. Ook de klassieke gloeilamp, maar ook de halogeenlamp wordt bijna niet meer gebruikt. Beiden werden vanaf eind jaren 1990 langzaamaan verdrongen wordt door gasontladingslampen (bijv. een xenonlamp). Het modernste is het gebruik van led-lampen.

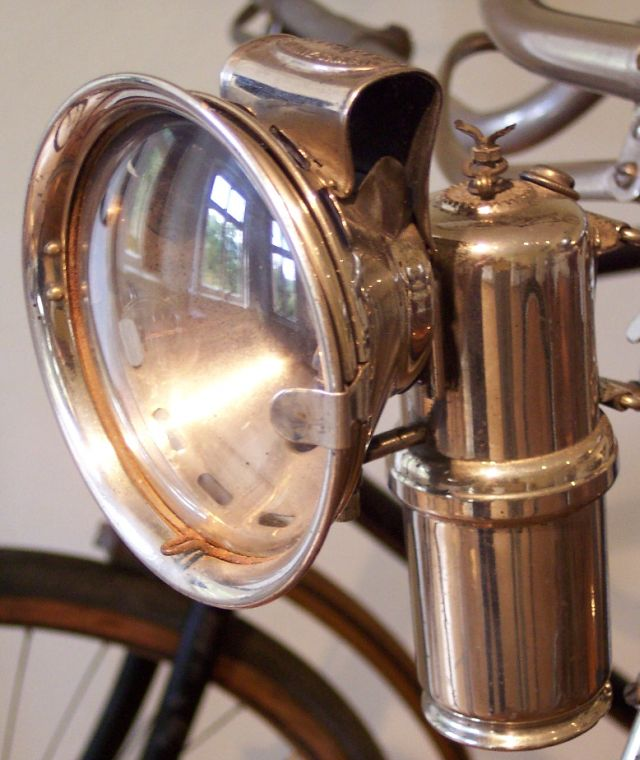
Een oude carbidlamp op een fiets
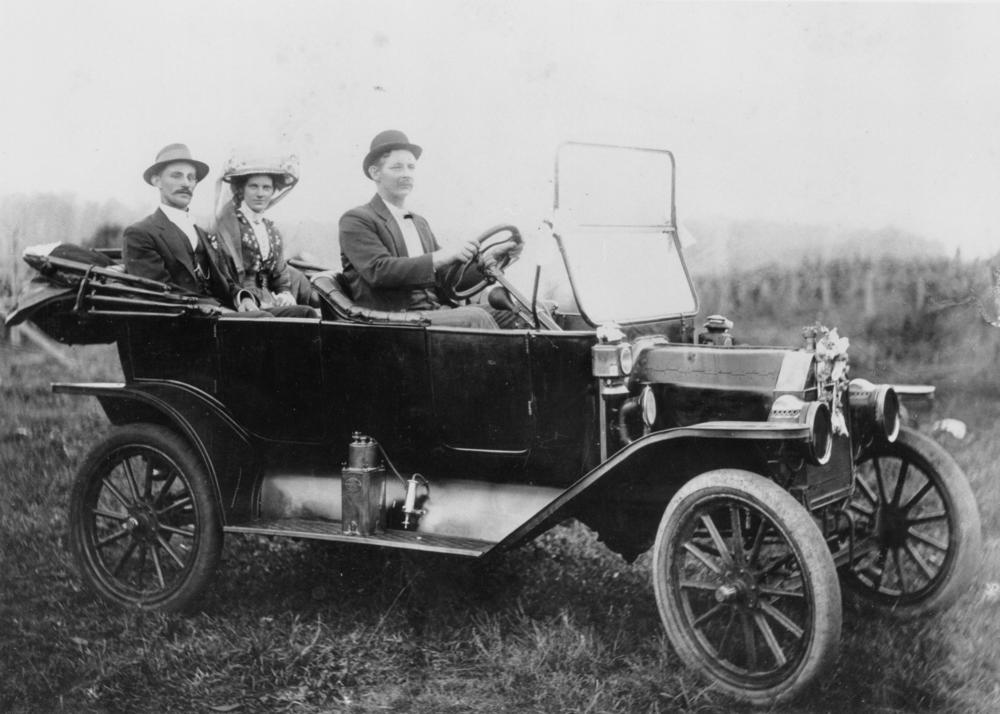
Een vroege T-Ford met carbidlampen.

### Multi-reflector
Met name de halogeenlamp werd uitgevoerd als "multi-reflector" (of Multifaceted Reflector) lamp. Door een uitgekiend reflecterend oppervlak, wordt een meer gelijkmatige lichtbundel verkregen. De meeste "multi-reflector" lampen maken geen gebruik meer van een lenskap, maar een transparante afdekking.
achterlicht · achteruitrijlicht · contourverlichting · dagrijverlichting · dimlicht · fietsverlichting · groot licht · kentekenplaatverlichting · koplamp · mistlamp · remlicht · richtingaanwijzer · waarschuwingsknipperlicht · stadslicht · verstraler · zijmarkeringslicht · zwaailicht